# Escola dels perses
L'escola dels perses o escola d'Edessa (en llatí Schola Persica) fou un centre d'estudi religiós fundat a la ciutat d'Edessa a Mesopotàmia, per l'ensenyat exclusivament pels cristians de Pèrsia.
Els professors de l'escola van prendre part a la controvèrsia nestoriana destacant entre els mestres el bisbe d'Edessa, Ibas, que va estar obertament al costat dels nestorians i contra Sant Ciril (449-457). Aquest decantament pels nestorians va suposar la ruïna de l'escola, els mestres en foren expulsats per Martyros, bisbe d'Edessa, l'escola fou tancada i després enderrocada per ordre de l'emperador Zenó el 489, i a les seves runes es va construir l'església de Santa Maria.